# 渋木・真木地区乗合タクシー
渋木・真木地区乗合タクシー（しぶき・まきちくのりあいタクシー）は、山口県長門市が運行している乗合タクシーである。
防長交通の真木・大ヶ迫地区路線廃止に伴い、その代替として運行開始した。

## 概要
- 運行は、新日本観光自動車、長門山電タクシー、冨士第一交通の3社が担当している。[1]
- 運行形態は、「路線定期運行」である。

## 路線
以下1路線を運行している。
- 斎木病院前 - 市役所 - 湯本温泉 - 真木 - 大ヶ迫

## 車両
- セダン型の乗用タクシー用車両（5人乗り）を使用している。

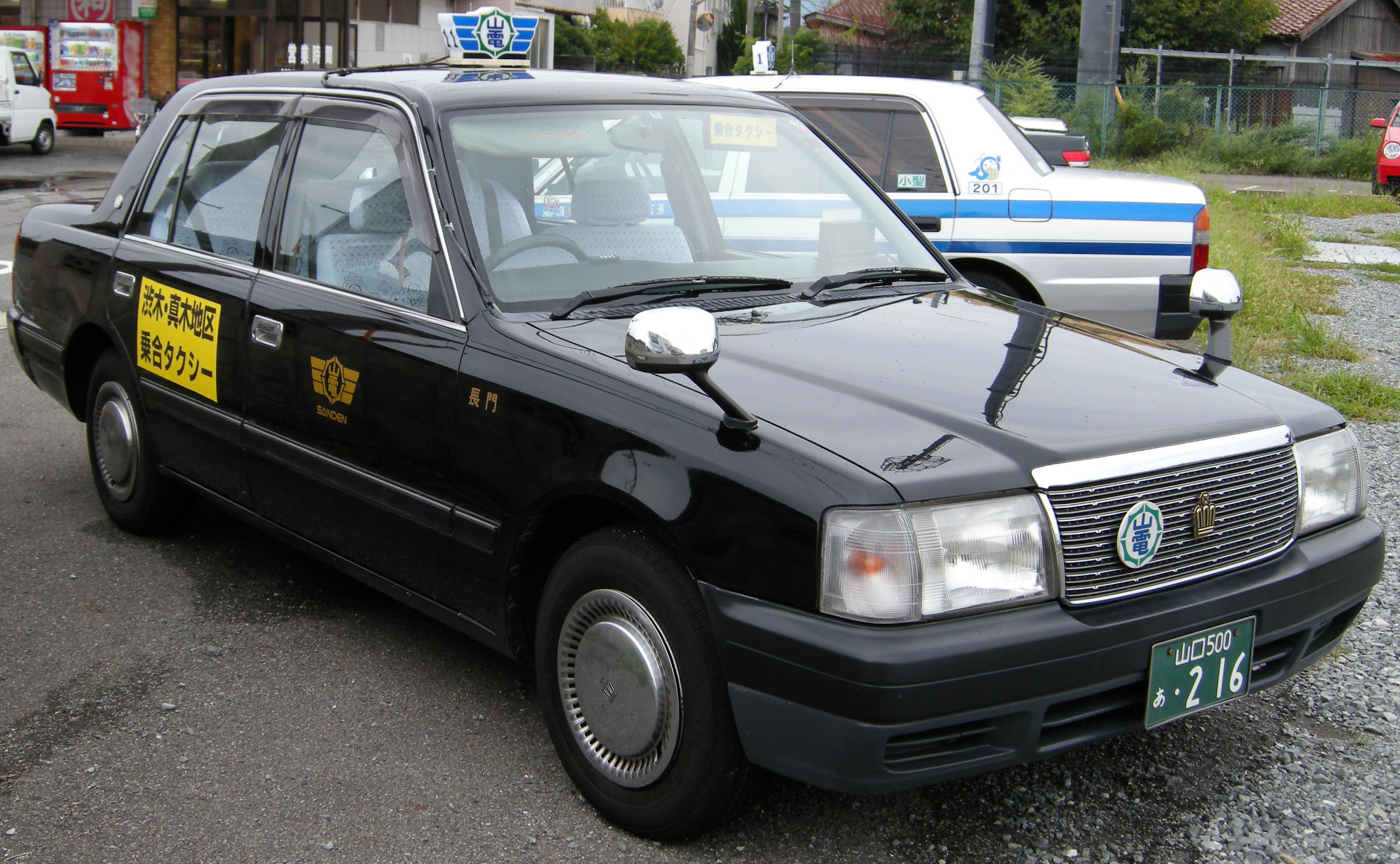
長門山電タクシーの車両